# Division 1 (Bélgica) 1969-70
La Primera División de Bélgica 1969/70 fue la 67.ª temporada de la máxima competición futbolística en Bélgica.

## Tabla de posiciones
| Pos | Equipo                      | PJ | PG | PE | PP | GF | GC | Pts | DG  | Notas                                                |
| --- | --------------------------- | -- | -- | -- | -- | -- | -- | --- | --- | ---------------------------------------------------- |
| 1   | Standard Club Liégeois      | 30 | 22 | 5  | 3  | 64 | 24 | 49  | +40 | Clasificado a la Copa de Campeones de Europa 1970-71 |
| 2   | RFC Brugeois                | 30 | 20 | 5  | 5  | 75 | 36 | 45  | +39 | Clasificado a la Recopa de Europa 1970-71            |
| 3   | La Gantoise                 | 30 | 16 | 7  | 7  | 49 | 35 | 39  | +14 | Clasificado a la Copa de Ferias 1970-71              |
| 4   | RSC Anderlechtois           | 30 | 15 | 6  | 9  | 64 | 29 | 36  | +35 | Clasificado a la Copa de Ferias 1970-71              |
| 5   | SK Beveren-Waas             | 30 | 14 | 8  | 8  | 45 | 29 | 36  | +16 | Clasificado a la Copa de Ferias 1970-71              |
| 6   | K Beerschot VAV             | 30 | 14 | 7  | 9  | 42 | 26 | 35  | +16 |                                                      |
| 7   | Lierse S.K.                 | 30 | 12 | 8  | 10 | 39 | 42 | 32  | -3  |                                                      |
| 8   | Racing White                | 30 | 10 | 10 | 10 | 36 | 41 | 30  | -5  |                                                      |
| 9   | R. Charleroi S.C.           | 30 | 13 | 3  | 14 | 42 | 43 | 29  | -1  |                                                      |
| 10  | KSV Waregem                 | 30 | 8  | 9  | 13 | 35 | 51 | 25  | -16 |                                                      |
| 11  | RFC Liégeois                | 30 | 8  | 7  | 15 | 34 | 44 | 23  | -10 |                                                      |
| 12  | K. Sint-Truidense V.V.      | 30 | 8  | 7  | 15 | 36 | 57 | 23  | -21 |                                                      |
| 13  | Crossing Club Schaerbeek    | 30 | 8  | 7  | 15 | 29 | 50 | 23  | -21 |                                                      |
| 14  | Royale Union Saint-Gilloise | 30 | 6  | 10 | 14 | 26 | 45 | 22  | -19 |                                                      |
| 15  | Beringen FC                 | 30 | 4  | 10 | 16 | 27 | 49 | 18  | -22 | Descenso a la Division II                            |
| 16  | A.S.V. Oostende K.M.        | 30 | 4  | 7  | 19 | 24 | 66 | 15  | -42 | Descenso a la Division II                            |

PJ = Partidos jugados; PG = Partidos ganados; PE = Partidos empatados; PP = Partidos perdidos; GF = Goles a favor; GC = Goles en contra; Pts = Puntos; DG = Diferencia de goles